# 单一制
單一制（英語：unitary state）是一種國家結構形式，指中央政府擁有對整個國家領土的絕對主權並且集中所有政治權力，與有很大程度地方自治的聯邦制相對。
多數單一制國家的中央政府仍會將權力下放，進行地方分權，成立不同級別的行政區域及地方政府，來協助管理具體地區事務。惟獨，地方政府所擁有的權力都來自中央政府所“借”出的授權，而中央政府可隨時收回權力，並廢除或成立新的行政區域。基於單一制國家中，只有一部法律與制度得到廣泛承認，使其具備統一的現行憲法以及統一的法律體系，國家具有統一的立法、行政、司法系统，國民具有統一的國籍身份。
根據對權力的集中程度，有人亦將單一制分為中央集權型和非中央集權型（地方分權）。中世紀末期（约1550年代），歐洲的大多數國家（除了神聖羅馬帝國等）都是中央集權型國家，地方政府的權力受到中央政府的嚴密控制。現代單一制國家則趨向非中央集權型式，中央政府掌握軍事、外交等全國統一性政務，而地方政府在行政上享有較大的自主權，有少數國家變得相當類似聯邦制。
中华人民共和国是世界上國土面積最大和人口最多的單一制國家，其他主要的單一制的國家有英國、法國、日本、韩国等。

## 单一制国家和地区列表

单一制国家或地区
联邦制国家或地区

1. 阿富汗
2. 阿尔巴尼亚
3. 阿尔及利亚
4. 安哥拉
5. 安道尔
6. 亞美尼亞
7. 白俄羅斯
8. 不丹
9. 玻利维亚
10. 保加利亚
11. 布吉納法索
12. 柬埔寨
13. 布韦岛
14. 阿鲁巴
15. 中非
16. 智利
17. 喀麦隆
18. 哥伦比亚
19. 刚果民主共和国
20. 刚果共和国
21. 古巴
22. 賽普勒斯
23. 开曼群岛
24. 捷克
25. 丹麦
26. 多米尼克
27. 东帝汶
28. 西撒哈拉
29. 埃及
30. 薩爾瓦多
31. 赤道几内亚
32. 爱沙尼亚
33. 斐济
34. 芬兰
35. 法國
36. 加彭
37. 希腊
38. 格瑞那達
39. 英屬印度洋領地
40. 圣诞岛
41. 庫克群島
42. 法属南部和南极领地
43. 直布罗陀
44. 格陵兰
45. 几内亚
46. 關島
47. 根西
48. 赫德岛和麦克唐纳群岛
49. 海地
50. 匈牙利
51. 马恩岛
52. 冰島
53. 印度尼西亞
54. 伊朗
55. 爱尔兰
56. 以色列
57. 義大利
58. 澤西
59. 牙买加
60. 日本
61. 约旦
62. 基里巴斯
63. 科索沃
64. 科威特
65. 纽埃
66. 拉脫維亞
67. 黎巴嫩
68. 賴索托
69. 利比里亚
70. 利比亞
71. 列支敦斯登
72. 立陶宛
73. 盧森堡
74. 香港特別行政區
75. 澳門特別行政區
76. 北馬其頓
77. 马达加斯加
78. 马拉维
79. 馬爾地夫
80. 馬爾他
81. 马绍尔群岛
82. 毛里塔尼亚
83. 模里西斯
84. 摩尔多瓦
85. 摩納哥
86. 蒙古国
87. 蒙特內哥羅
88. 摩洛哥
89. 法属圣马丁
90. 莫桑比克
91. 緬甸
92. 马约特
93. 纳米比亚
94. 瑙鲁
95. 荷蘭
96. 新西兰
97. 新喀里多尼亞
98. 尼加拉瓜
99. 纽埃
100. 尼日尔
101. 挪威
102. 诺福克岛
103. 阿曼
104. 英屬維爾京群島
105. 福克蘭群島
106. 法屬玻里尼西亞
107. 帛琉
108. 巴拿马
109. 中华人民共和国
110. 巴拉圭
111. 波多黎各
112. 葡萄牙
113. 秘魯
114. 巴勒斯坦
115. 菲律賓
116. 波蘭
117. 中華民國
118. 羅馬尼亞
119. 卢旺达
120. 圣卢西亚
121. 萨摩亚
122. 圣马力诺
123. 聖多美和普林西比
124. 圣赫勒拿、阿森松和特里斯坦-达库尼亚
125. 沙烏地阿拉伯
126. 塞内加尔
127. 塞爾維亞
128. 塞舌尔
129. 新加坡
130. 斯洛伐克
131. 荷屬聖馬丁
132. 斯洛維尼亞
133. 托克勞
134. 南乔治亚和南桑威奇群岛
135. 所罗门群岛
136. 南非
137. 西班牙
138. 斯里蘭卡
139. 苏里南
140. 瑞典
141. 叙利亚
142. 坦桑尼亚
143. 泰國
144. 多哥
145. 千里達及托巴哥
146. 突尼西亞
147. 土耳其
148. 托克勞
149. 乌干达
150. 乌克兰
151. 美國本土外小島嶼
152. 英国
153. 美屬維爾京群島
154. 乌拉圭
155. 梵蒂冈
156. 越南
157. 尚比亞
158. 辛巴威
159. 留尼汪
160. 索馬利蘭
161. 馬爾他騎士團
162. 北賽普勒斯

## 其他類型的按照政體分類的單一制國家列表

### 所有共和制單一制國家列表
- 阿布哈茲

- 阿尔巴尼亚
- 阿尔及利亚
- 安哥拉
- 亞美尼亞
- 白俄羅斯
- 玻利维亚
- 保加利亚
- 布吉納法索
- 喀麦隆
- 中非
- 智利
- 中华人民共和国 [2]
- 哥伦比亚
- 刚果民主共和国
- 刚果共和国
- 古巴
- 賽普勒斯
- 捷克
- 多米尼克
- 东帝汶
- 埃及
- 薩爾瓦多
- 赤道几内亚
- 爱沙尼亚
- 斐济
- 芬兰
- 法國
- 加彭
- 希腊
- 几内亚
- 海地
- 匈牙利
- 冰島
- 印度尼西亞
- 伊朗
- 愛爾蘭
- 以色列
- 義大利
- 基里巴斯
- 科索沃
- 拉脫維亞
- 黎巴嫩
- 利比里亚
- 利比亞
- 立陶宛
- 北馬其頓
- 马达加斯加
- 马拉维
- 馬爾地夫
- 馬爾他
- 马绍尔群岛
- 毛里塔尼亚
- 模里西斯
- 摩尔多瓦
- 蒙古国
- 蒙特內哥羅
- 莫桑比克
- 緬甸
- 纳米比亚
- 瑙鲁
- 尼加拉瓜
- 尼日尔
- 北賽普勒斯
- 帛琉
- 巴勒斯坦
- 巴拿马
- 巴拉圭
- 秘魯
- 菲律賓
- 波蘭
- 葡萄牙
- 羅馬尼亞
- 卢旺达
- 萨摩亚
- 圣马力诺
- 聖多美和普林西比
- 塞内加尔
- 塞爾維亞
- 塞舌尔
- 新加坡
- 斯洛伐克
- 斯洛維尼亞
- 索馬利蘭
- 南非
- 南奥塞梯
- 斯里蘭卡
- 苏里南
- 叙利亚
- 中華民國
- 坦桑尼亚
- 多哥
- 德涅斯特河沿岸
- 千里達及托巴哥
- 突尼西亞
- 土耳其
- 乌干达
- 乌克兰
- 乌拉圭
- 越南
- 葉門
- 尚比亞
- 辛巴威

### 所有君主制單一制國家列表
- 阿富汗
- 安道尔
- 安地卡及巴布達
- 巴林
- 巴哈马
- 不丹
- 柬埔寨
- 丹麦
- 格瑞那達
- 牙买加
- 日本
- 约旦
- 科威特
- 賴索托
- 列支敦斯登
- 盧森堡
- 摩納哥
- 摩洛哥
- 荷蘭
- 新西兰[3]
- 挪威
- 阿曼
- 圣卢西亚
- 沙烏地阿拉伯
- 所罗门群岛
- 西班牙
- 瑞典
- 泰國
- 英国[4]
- 梵蒂冈